# Lucans
Els lucans van ser un poble d'ètnia sabèl·lica, que va viure al sud d'Itàlia al segle v aC i després es van expandir cap a la Pulla i Brútium. Cap al segle i, van perdre la seva identitat en barrejar-se amb els romans, els quals s'havien establert a la seva zona al segle iii aC i els van acabar dominant durant la Segona Guerra Púnica (209 aC).

## Etimologia
Hi ha diverses teories sobre l'origen del seu nom, però cap d'elles és del tot convincent per als lingüistes actuals.
El seu nom, segons Plini el Vell, procedia d'un líder anomenat Lucius. Altres han proposat que podria derivar del terme llatí locus («bosc») o del grec λυκος (lukos, «llop»). Aquesta darrera proposta estaria en relació amb el costum entre els sabel·lics d'adoptar un animal totèmic com a guia en les seves migracions, per exemple els seus veïns els hirpins, el nom dels quals deriva del terme osc hirpus («llop»). Els lucans van adoptar l'alfabet grec i parlaven l'idioma osc. Una altra proposta els relaciona amb la paraula λευκός (leukos, «blanc, resplendent, lluminós») de la qual deriva la paraula llatina lux i també lucus (entès com a «espai lluminós dins d'un bosc»).

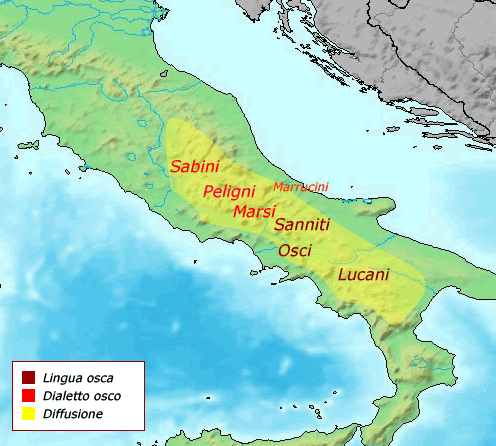
Situació dels lucans i els altres pobles de parla osca durant el segle V aC.

## Tribus dels lucans
L'historiador Plini el Vell, va presentar a la seva obra Naturalis Historia, una llista de pobles pertanyents a l'antiga Lucània: els Atinatis, els Bantinis, els Eburinis, els Grumentinis, els Numestranis, els Potentinis, els Sontinis, els Sirinis, els Tergilanis, els Ursentinis, els Volcentans.

## Característiques
Estrabó va afirmar que tenien institucions democràtiques, excepte en temps de guerra, quan els magistrats triaven un dictador per assumir el control. La descripció que en fa és la d'una societat rural, amb poques ciutats. Les principals activitats econòmiques eren l'agricultura i la ramaderia de cabres i ovelles.
D'entre els déus que adoraven es coneix a Mamerte, que amb la romanització es va identificar amb Mart, i la deessa Mefite, relacionada amb les aigües.

## Història

### L'expansió cap a Calàbria
Se sap poc de la relació entre els lucans i els altres pobles autòctons de la península Itàlica; en canvi se sap de la mala relació que van tenir amb les poblacions d'origen grec. A finals del segle v aC es van desplaçar cap al sud, cap al territori dels Enotris, fent que els que ja estaven allà es traslladessin cap a les muntanyes. Llavors van conquerir la colònia de Posidònia, a la qual els samnites anomenaven Paistom i els romans Paestum. Poc després van conquerir la resta de les ciutats a la costa tirrena,amb l'única excepció de Vèlia.
L'any 389 aC es van aliar amb el tirà Dionís el Vell, qui volia imposar el predomini de Siracusa sobre les altres ciutats de la Magna Grècia. Això va despertar la reacció de Turis, ciutat que va cercar el suport de Laos per defensar-se dels lucans, però la derrota va ser inevitable i tan sols es va evitar l'extermini dels turis gràcies a la intervenció de Leptines de Siracusa (germà de Dionís el Vell). D'aquesta manera els lucans van estendre el seu predomini sobre els territoris de l'actual Calàbria.
La situació però no va durar gaire: Primer els siracusans es van girar en contra i després va esclatar una revolta dels esclaus que va derivar en una guerra civil entre els lucans, la qual va debilitar fortament el seu estàtus. Segons l'historiador Estrabó la revolta la va iniciar Dionís el Vell, qui no suportava el fet que els lucans haguessin armat als seus esclaus per falta de guerrers propis en les lluites que havien tingut conjuntament.Els lucans van posar el nom de bretti als rebels (d'on deriva la paraula Brucis) i així es va donar l'etnogènesi d'un nou poble, que es va consolidar al voltant de Cosentia i l'altiplà de Sila, territoris abans ocupats per Turis i Laos.

### Relació amb Tàrent i Èpir
Interrompuda tota possibilitat d'expansió cap al sud, per la creació dels territoris dels Brucis, els lucans van decidir expandir-se per la mar Jònica. Però van entrar en conflicte amb la principal ciutat d'aquesta zona, Tàrent, la qual va recórrer a Esparta per obtenir suport militar. Aquests van enviar Arquidam III, el qual va morir el 338 aC a Mandúria combatent contra els messapis.
L'any 323 aC, Alexandre I de l'Epir va anar ajudar els tarentins i va aconseguir retornar-los Heracleia i conquerir Pulla. Després van travessar tota Lucània fins a arribar a les muralles de Paestum, on els lucans i els seus aliats samnites els esperaven. En acabar la lluita Alexandre va marxar prenent amb ell algunes famílies d'aristòcrates lucans cap a la ciutat de l'Epir. A més Alexandre va proposar una aliança a Roma, de manera que als lucans només els quedava com a aliats els Brucis. El 331 aC, l'exèrcit d'Alexandre estava dividit en tres parts incomunicades a causa d'una inundació, els lucans van aprofitar per atacar aconseguint la victòria i la mort del seu dirigent.

### Relació amb Roma
Els lucans van iniciar una aliança amb Roma el 325 aC però no van ser fidels al pacte durant la Segona Guerra Samnita, ja que una part de la població lucana (els aristòcrates) eren favorables als romans mentre que una altra part (els demòcrates) eren favorables als samnites i als tarentins.
El 302 aC romans i lucans es van unir contra Cleònim d'Esparta, qui havia estat cridat pels tarentins. L'aliança va continuar fins a la Tercera Guerra Samnita.
En acabar la guerra contra els samnites, els romans van fundar la colònia de Venúsia. El 285 aC els lucans, amb l'ajut dels bruscis, van atacar Turis, que en aquell moment era aliada de la colònia romana. El príncep dels lucans, Steni, va ser derrotat. Aquest va ser l'inici d'una guerra en què va participar Pirros, rei de l'Epir, en suport dels tarantins i els lucans contra Roma.
Van quedar sotmesos definitivament durant la Segona Guerra Púnica (209 aC), ja que s'havien posat de la banda d'Hanníbal Barca. Revoltats a la guerra social (90 aC-88 aC) i partidaris de Gai Mari, Sul·la va assolar els seus territoris, i la població va morir o es va dispersar. Els qui van romandre van rebre la ciutadania romana i en pocs anys van perdre la seva identitat.